# لابين
لابين هي مدينة من مدن كرواتيا. يبلغ عدد سكانها 11642 نسمة وذلك حسب إحصائيات سنة 2011. يبلغ ارتفاع المدينة عن سطح البحر قرابة 230 متر. تبلغ مساحتها 72 كم².

## توأمة
للابين اتفاقيات توأمة مع كل من:
- باجا (المجر)
- Manzano, Friuli Venezia Giulia [الإنجليزية]‏
- كاربونيا

## أعلام
- ملادن بريسكالو

## وصلات خارجية
- الموقع الرسمي